# رأيت الله (كتاب)
كتاب رأيت الله هو كتاب من تأليف الدكتور مصطفى محمود تحدث فيه عن رحلة لأحد أئمة الصوفية وهو محمد بن عبد الجبار بن الحسن النفري، من خلال كتابه المواقف والمخاطبات، وهو أحد أعمدة الصوفية الأساسية. ودور الدكتور مصطفى محمود في هذا الكتاب هو التعليق فقط على ما جاء من كتاب المواقف للنفري، وهذا الكتاب يوضح الكثير من الأمور والتساؤلات حول بعض أفكار الصوفية من خلال هذه الرحلة التي يقدمها لنا الدكتور مصطفى محمود لأحد أئمتهم، ومن هذه الأمور: العشق الإلهي وعلاقة الصوفي مع الله، وغير ذلك. فالكتاب يأخذ القارئ في رحلة نورانية من التأمل والروحانيات ومناجاة الله.

## مقتطفات من الكتاب
- “رب أسألك ماترضاه”
- “إذا ضقت ذرعاً بدواعى نفسك، فاسكن إلى زوجتك، فإن ضقت، فإلى أهل علمك (إن كنت طبيباً فإلي الأطباء) فإن ضقت، فإلي أهل معرفتك (أهل الله) فإن ضقت، فسر في الأرض، فإن ضقت، فالزم بابى، فإن ضقت فيه، فاصبر، فإن ضقت فيه فاصبر، فإن ضقت فيه فاصبر.. ينفتح لك نوره ولا تخرج عنه على ضيق .. وصابر عليه وانتظر.”
- “أنت عبد ما استولى عليك.”
- “ربى ..أنت في عين كل ناظر”
- “بيتك مني في الآخرة كقلبك مني في الدنيا.”
- “يقول الله لعبده: لا تياس مني ....لو جئت إلي بأقوالك كلها سيئات كان عفوي أعظم ولا تجتريء علي ... لو جئت إلي بأقوالك كلها حسنات لكانت حجتي ألزم”
- “لا يخلق القلب شريراً بالجبلة ولا خيراً بالجبلة .. وإنما يُخلق قابلاً للتخلق بأي من الأثنين .. وهو متقلب بينكم بحكم اختياره وهواه”
- “اجعل من العلم دابتك لا موقفك فأنا المنتهى الذي تنتهي إليه الطرقات والغايات والعلم وسيلة إلي وليس غاية ولا موقفا”
- “شرط الرضا أن يستوى المنع و العطاء.”
- “يا عبد إذا رأيتني في الضدين رؤية واحدة فقد اصطفيتك لنفسي.”
- “أنا يُستدل بي ولا يُستدل علي.”
- “ياعبد أصحبني في سرك أصحبك غي علانيتك ..أصحبني في وحدتك أصحبك في جمعك أصحبني في خلوتك أصحبك في ملائك”
- “إلهى أَوْحِشْنى من كل شئ بأْنس نعمتك.”
- “منتهي المعرفة أن يدرك العارف حيرته وجهله أمام الذات الإلهية وكنهها وماهيتها ويكتشف أن العجز عن إدراكها هو عين إدراكها وأن الجهل هنا هو منتهي المعرفة للذي ليس كمثله شيء”
- “فوت الحظ مع فوت الرضا سقم.”
- “يا عبدي استغفرني من فِعل قلبك أكفِكَ تقلُبَهُ”
- “يا عبدي إن لم تنظر إلي في الشيء نظرت إليه فكنت غافلا.”
- “إن ما يبدو لنا من عيوب و نواقص سببه نظرتنا الجزئية و علمنا الجزئى أما إذا نظرنا بنور الله، فسوف نرى كل عيب صفة ضرورية لازمة لكمال المخلوق، و سوف نرى في كل نقص حكمة و سوف نحكم بأنه ليس في الإمكان أبدع مما كان.”
- “هل تتدرك الروح نسبتها إلى الله وتتوجه إليه بكل حبها وشوقها أم يجرها الجسد إلي شهواته ؟! هنا يكمُن الامتحان.”
- “قلوب العارفين ترى الأبد وعيونهم ترى المواقيت.”

## وصلات خارجية
- فيديو حلقات الدكتور مصطفى محمود.
- مدونة الدكتور مصطفى محمود.
- "كان نائماً في سكينة تامة لم يستيقظ منها": ابنة مصطفى محمود لـ"العربية.نت": العالم الكبير رحل في هدوء، العربية نت، 31 أكتوبر 2009.
- صفحة مصطفى محمود على موقع أبجد
- صفحة اقتباسات مصطفى محمود على موقع أبجد
- صفحة باسم الدكتور رائعة على الفيس بوك
- الفيلم الوثائقي العالم والايمان على اليوتيوب
- محمود تحميل كتب الدكتور مصطفى محمود كاملة pdf